# Julija Nikolajewna Koltunowa
Julija Nikolajewna Koltunowa (russisch Юлия Николаевна Колтунова, * 4. Mai 1989 in Wolgograd) ist eine russische Wasserspringerin. Sie tritt in der Disziplin 10-m-Turmspringen bei Einzel- und Synchronwettbewerben an.

## Leben
Sie gewann im Alter von nur 15 Jahren bei den Olympischen Spielen 2004 in Athen im Synchronwettbewerb vom 10-m-Turm mit ihrer Partnerin Natalja Gontscharowa die Silbermedaille. Zudem gewann sie seit 2006 zahlreiche Medaillen bei Europameisterschaften, 2006 in Budapest mit Gontscharowa Silber im 10-m-Synchronspringen, 2009 in Turin Gold vom 10-m-Turm und mit Gontscharowa im 10-m-Synchronspringen, 2010 abermals in Budapest Bronze vom Turm und Silber im neu geschaffenen Teamwettbewerb sowie 2011 in Turin Silber im Einzel vom Turm und Gold mit Darja Gowor im 10-m-Synchronspringen und mit Ilja Sacharow im Teamwettbewerb. 2005 nahm Koltunowa in Montreal erstmals an Weltmeisterschaften teil.